# Acacia blayana
Acacia blayana là một loài thực vật có hoa trong họ Đậu. Loài này được Tindale & Court miêu tả khoa học đầu tiên.